# Sandro Wagner
Sandro Wagner (Múnich, 29 de noviembre de 1987) es un exfutbolista y entrenador alemán que jugaba en la posición de delantero. Desde la temporada 2025-26 dirige al F. C. Augsburgo.

## Trayectoria

### Como jugador

#### Clubes
Sandro Wagner empezó su carrera en el club F. C. Hertha München hasta que en 1995 se unió a las divisiones juveniles del Bayern de Múnich, donde pasó por las diferentes categorías juveniles hasta debutar con el primer equipo. A falta de minutos de juego, en 2008 abandonó el club y se unió al M. S. V. Duisburgo de la segunda división, donde jugó hasta que fue fichado por el Werder Bremen en 2010. Allí permaneció dos años, hasta que en enero de 2012 fue transferido en calidad de cedido al F. C. Kaiserslautern. Ese mismo año, se unió al Hertha Berlín, en el que desde el 13 de abril de 2014 hasta el 22 de septiembre de 2015 no pudo anotar un gol, durante 528 días. En agosto de 2015, fichó por el S. V. Darmstadt.
El 22 de septiembre le marcó un doblete al Werder Bremen que ayudó a su equipo a conseguir su primera victoria desde su regreso a la Bundesliga, pues el S. V. Darmstadt había ascendido de categoría la anterior temporada. Esa campaña, Wagner se convirtió en el segundo máximo goleador alemán en la liga, por detrás de Thomas Müller. En junio de 2016, firmó por tres años con el T. S. G. 1899 Hoffenheim. En diciembre de 2017, regresó al Bayern de Múnich, que pagó trece millones de euros por su pase. Wagner no quedó satisfecho con su rol en el equipo, por lo que rescindió su contrato. El 30 de enero de 2019 se confirmó su traspaso al Tianjin Teda de la primera división china, dirigido por Uli Stielike. Firmó por dos años con el club, que pagó cinco millones de euros por su pase. En julio de 2020 rescindió su contrato por motivos familiares. Unos días después anunció su retirada.

#### Selección nacional
Entre 2008 y 2009, Wagner integró el plantel de la selección de fútbol sub-21 de Alemania, con la que ganó la Eurocopa Sub-21 de 2009, en la que le anotó dos goles a Inglaterra en la final. El 6 de junio de 2017, realizó su debut con la selección absoluta en un encuentro amistoso contra Dinamarca que finalizó empatado a un gol. Ese año, disputó la clasificación para la Copa Mundial de Fútbol de 2018, en la que en su primer partido le marcó tres tantos a San Marino en un encuentro que finalizó 7:0.
El entrenador Joachim Löw lo seleccionó entre los futbolistas que jugarían la Copa Confederaciones, donde el equipo alemán integró el grupo B junto con Australia, Camerún y Chile. Wagner solo jugó el partido de la fase de grupos ante los australianos, que su selección ganó por 3:2. De vuelta por la clasificación al Mundial, el 5 de octubre le marcó a Irlanda del Norte en una victoria por 3:1, y tres días después le marcó a Azerbaiyán en una goleada por 5:1. Alemania clasificó a la Copa del Mundo en la primera posición de su grupo, y Wagner fue, junto con Thomas Müller, el goleador del equipo, con cinco tantos.
En mayo de 2018, Löw lo dejó fuera de la lista de jugadores que jugarían la Copa del Mundo, por lo que Wagner decidió retirarse de la selección y argumentó: «Para mí está claro que mi forma de ser, de abordar las cosas de forma siempre abierta, directa y honesta, no parece encajar con el equipo del entrenador». En respuesta, Löw declaró: «En parte puedo entender que esté decepcionado. Pero también creo que su reacción fue exagerada, también su renuncia y sus razones».

##### Participaciones en Eurocopas
| Torneo                  | Sede   | Resultado |
| ----------------------- | ------ | --------- |
| Eurocopa Sub-21 de 2009 | Suecia | Campeón   |

##### Participaciones en Copa Confederaciones
| Torneo                    | Sede  | Resultado |
| ------------------------- | ----- | --------- |
| Copa Confederaciones 2017 | Rusia | Campeón   |

### Como entrenador
En junio de 2021 fue contratado por el SpVgg Unterhaching como entrenador del primer equipo tras llevar desde marzo en sus categorías inferiores. En marzo de 2023 anunció su salida al final de la temporada, que la terminó con un ascenso a la 3. Liga.
En junio de 2023 se unió a la DFB para ejercer de entrenador asistente en la selección sub-20. Estuvo un par de meses, ya que en septiembre ascendió a la absoluta para ejercer el mismo rol con el nuevo seleccionador Julian Nagelsmann. En abril de 2025 se anunció su salida después de la fase final de la Liga de Naciones de la UEFA 2024-25.
El 28 de mayo de 2025 fue anunciado como técnico del F. C. Augsburgo para la temporada 2025-26.

## Estadísticas

### Clubes
La siguiente tabla detalla los encuentros disputados y los goles marcados por Wagner en los clubes en los que ha militado.
| Bayern de Múnich · Alemania |                     |     |    |    |    |   |   |    |   |    |     |    |    |
| 2007-08 | 4                   | 0   | 0  | 3  | 1  | 0 | 1 | 0  | 0 | 8  | 1   | 0  |    |
| Total | 4                   | 0   | 0  | 3  | 1  | 0 | 1 | 0  | 0 | 8  | 1   | 1  |    |
| M. S. V. Duisburgo · Alemania |                     |     |    |    |    |   |   |    |   |    |     |    |    |
| 2008-09 | 30                  | 7   | 8  | 2  | 2  | 0 | 0 | 0  | 0 | 32 | 9   | 8  |    |
| 2009-10 | 6                   | 5   | 1  | 1  | 0  | 1 | 0 | 0  | 0 | 7  | 5   | 2  |    |
| Total | 36                  | 12  | 9  | 3  | 2  | 1 | 0 | 0  | 0 | 39 | 14  | 10 |    |
| Werder Bremen · Alemania |                     |     |    |    |    |   |   |    |   |    |     |    |    |
| 2010-11 | 23                  | 5   | 0  | 1  | 0  | 0 | 4 | 0  | 0 | 28 | 5   | 0  |    |
| 2011-12 | 7                   | 0   | 0  | 1  | 0  | 0 | 0 | 0  | 0 | 8  | 0   | 0  |    |
| Total | 30                  | 5   | 0  | 2  | 0  | 0 | 4 | 0  | 0 | 36 | 5   | 0  |    |
| F. C. Kaiserslautern · Alemania |                     |     |    |    |    |   |   |    |   |    |     |    |    |
| 2011-12 | 11                  | 0   | 1  | 0  | 0  | 0 | 0 | 0  | 0 | 11 | 0   | 1  |    |
| Total | 11                  | 0   | 1  | 0  | 0  | 0 | 0 | 0  | 0 | 11 | 0   | 1  |    |
| Hertha Berlín · Alemania |                     |     |    |    |    |   |   |    |   |    |     |    |    |
| 2012-13 | 31                  | 5   | 2  | 1  | 1  | 0 | 0 | 0  | 0 | 32 | 6   | 2  |    |
| 2013-14 | 25                  | 2   | 0  | 2  | 0  | 0 | 0 | 0  | 0 | 27 | 2   | 0  |    |
| 2014-15 | 15                  | 0   | 0  | 1  | 0  | 0 | 0 | 0  | 0 | 16 | 0   | 0  |    |
| Total | 71                  | 7   | 2  | 4  | 1  | 0 | 0 | 0  | 0 | 75 | 8   | 2  |    |
| S. V. Darmstadt · Alemania |                     |     |    |    |    |   |   |    |   |    |     |    |    |
| 2015-16 | 32                  | 14  | 4  | 2  | 1  | 1 | 0 | 0  | 0 | 34 | 15  | 5  |    |
| Total | 32                  | 14  | 4  | 2  | 1  | 1 | 0 | 0  | 0 | 34 | 15  | 5  |    |
| T. S. G. 1899 Hoffenheim · Alemania |                     |     |    |    |    |   |   |    |   |    |     |    |    |
| 2016-17 | 31                  | 11  | 5  | 2  | 1  | 0 | 0 | 0  | 0 | 33 | 12  | 5  |    |
| 2017-18 | 11                  | 4   | 2  | 1  | 0  | 0 | 5 | 2  | 2 | 18 | 6   | 4  |    |
| Total | 42                  | 15  | 7  | 3  | 1  | 0 | 5 | 2  | 2 | 51 | 18  | 9  |    |
| Bayern de Múnich · Alemania |                     |     |    |    |    |   |   |    |   |    |     |    |    |
| 2017-18 | 14                  | 8   | 2  | 1  | 0  | 0 | 3 | 1  | 0 | 18 | 9   | 2  |    |
| 2018-19 | 7                   | 0   | 0  | 2  | 1  | 0 | 3 | 0  | 0 | 12 | 1   | 0  |    |
| Total | 20                  | 8   | 2  | 3  | 1  | 0 | 6 | 1  | 0 | 30 | 10  | 2  |    |
| Tianjin Teda China |                     |     |    |    |    |   |   |    |   |    |     |    |    |
| 2019 | 26                  | 12  | 2  | 0  | 0  | 0 | 0 | 0  | 0 | 26 | 12  | 2  |    |
| Total | 26                  | 12  | 2  | 0  | 0  | 0 | 0 | 0  | 0 | 26 | 12  | 2  |    |
| Total en su carrera | Total en su carrera | 273 | 73 | 27 | 20 | 7 | 2 | 16 | 3 | 2  | 309 | 83 | 31 |
| (1) Incluye datos de Copa de Alemania y Supercopa de Alemania. (2) Incluye datos de Liga Europea de la UEFA y Liga de Campeones de la UEFA. |                     |     |    |    |    |   |   |    |   |    |     |    |    |

### Selección nacional
La siguiente tabla detalla los encuentros disputados y los goles marcados por Wagner con la selección alemana.
| Sub-21 · Alemania | 2008  | 1 | 0 | 0 | 1 | 0 | 0 | - | - | - | - | - | - | 2  | 0 | 0 |
| Sub-21 · Alemania | 2009  | 3 | 2 | 0 | - | - | - | 3 | 2 | 0 | - | - | - | 6  | 4 | 0 |
| Sub-21 · Alemania | Total | 4 | 2 | 0 | 1 | 0 | 0 | 3 | 2 | 0 | 0 | 0 | 0 | 8  | 4 | 0 |
| Absoluta · Alemania | 2017  | 3 | 0 | 0 | 3 | 5 | 0 | - | - | - | 1 | 0 | 0 | 7  | 5 | 0 |
| Absoluta · Alemania | 2018  | 1 | 0 | 0 | - | - | - | - | - | - | - | - | - | 1  | 0 | 0 |
| Absoluta · Alemania | Total | 4 | 0 | 0 | 3 | 5 | 0 | 0 | 0 | 0 | 1 | 0 | 0 | 8  | 5 | 0 |
| Total | Total | 8 | 2 | 0 | 4 | 5 | 0 | 3 | 2 | 0 | 1 | 0 | 0 | 16 | 9 | 0 |
| (1) Incluye datos de clasificación europea y mundialista. (2) Incluye datos de la Eurocopa Sub-21. (3) Incluye datos de la Copa Confederaciones. |       |   |   |   |   |   |   |   |   |   |   |   |   |    |   |   |

### Resumen estadístico
| Competición           | Partidos | Goles | Asistencias | Promedio |
| --------------------- | -------- | ----- | ----------- | -------- |
| Liga                  | 273      | 73    | 27          | 0,27     |
| Copas nacionales      | 20       | 7     | 2           | 0,35     |
| Copas internacionales | 16       | 3     | 2           | 0,19     |
| Selección de Alemania | 8        | 5     | 0           | 0,63     |
| Selecciones juveniles | 8        | 4     | 0           | 0,50     |
| Total                 | 325      | 92    | 31          | 0,28     |

### Entrenador
| Equipo                     | Div.  | Temporada | Liga  | Liga | Liga | Liga | Liga |       | Copa | Copa | Copa | Copa  |   | Internacional | Internacional | Internacional | Internacional | Internacional |   | Otros | Otros | Otros | Otros |   | Totales     | Totales | Totales | Totales | Totales | Totales | Totales | Totales |
| Equipo                     | Div.  | Temporada | Part. | G    | E    | P    | Pos. | Part. | G    | E    | P    | Part. | G | E             | P             | Pos.          | Part.         | G             | E | P     | Part. | G     | E     | P | Rendimiento | GF      | GC      | Dif.    |         |         |         |         |
| -------------------------- | ----- | --------- | ----- | ---- | ---- | ---- | ---- | ----- | ---- | ---- | ---- | ----- | - | ------------- | ------------- | ------------- | ------------- | ------------- | - | ----- | ----- | ----- | ----- | - | ----------- | ------- | ------- | ------- | ------- | ------- | ------- | ------- |
| F. C. Augsburgo · Alemania | 1.ª   | 2025-26   | 0     | 0    | 0    | 0    | -    | 1     | 1    | 0    | 0    | -     | - | -             | -             | -             | -             | -             | - | -     | 1     | 1     | 0     | 0 | 100%        | 2       | 0       | +2      |         |         |         |         |
| F. C. Augsburgo · Alemania | Total | Total     | 0     | 0    | 0    | 0    | -    | 1     | 1    | 0    | 0    | -     | - | -             | -             | -             | -             | -             | - | -     | 1     | 1     | 0     | 0 | 100%        | 2       | 0       | +2      |         |         |         |         |
| 1.                         |       |           |       |      |      |      |      |       |      |      |      |       |   |               |               |               |               |               |   |       |       |       |       |   |             |         |         |         |         |         |         |         |

#### Resumen por competiciones
| Competición      | Partidos | Ganados | Empatados | Perdidos | %    | Resultado   |
| ---------------- | -------- | ------- | --------- | -------- | ---- | ----------- |
| Bundesliga       | 0        | 0       | 0         | 0        | 0%   | En disputa  |
| Copa de Alemania | 1        | 1       | 0         | 0        | 100% | En disputa  |
| Total            | 1        | 1       | 0         | 0        | 100% | Sin títulos |

## Palmarés

### Campeonatos nacionales
| Título                      | Club             | País     | Año     |
| --------------------------- | ---------------- | -------- | ------- |
| Bundesliga                  | Bayern de Múnich | Alemania | 2007-08 |
| Copa de Alemania            | Bayern de Múnich | Alemania | 2007-08 |
| Copa de la Liga de Alemania | Bayern de Múnich | Alemania | 2007    |
| Bundesliga                  | Bayern de Múnich | Alemania | 2017-18 |
| Supercopa de Alemania       | Bayern de Múnich | Alemania | 2018    |

### Campeonatos internacionales
| Título               | Club (*)              | País   | Año  |
| -------------------- | --------------------- | ------ | ---- |
| Eurocopa Sub-21      | Selección de Alemania | Suecia | 2009 |
| Copa Confederaciones | Selección de Alemania | Rusia  | 2017 |

(*) Incluyendo la selección.

### Distinciones individuales
| Distinción                                              | Año  |
| ------------------------------------------------------- | ---- |
| Máximo goleador alemán en la clasificación mundialista. | 2018 |